# 桓台県
桓台県（かんたい-けん）は、中華人民共和国山東省淄博市の県。206年に西安県として成立。1914年桓台県となる。

## 行政区画
- 街道：索鎮街道、少海街道
- 鎮：起鳳鎮、田荘鎮、荊家鎮、馬橋鎮、新城鎮、唐山鎮、果里鎮

## 出身者
- 王士禎 - 詩人